# Flipper Zero
El Flipper Zero és un dispositiu portàtil multifuncional de mida reduïda conegut com el Tamagotchi dels hackers que es representa amb la imatge d’un dofí. És una eina de hardware desenvolupat per interaccionar amb sistemes de control d’accés. El dispositiu és capaç de llegir, copiar i emular etiquetes RFID i NFC, comandaments de ràdio, iButton i claus d’accés digitals, a més, disposa d’un port GPIO, que permet afegir mòduls addicionals al dispositiu. Es va fer públic per primera vegada l’agost de 2020 a través de la campanya de crowdfunding de Kickstarter, que va recaptar 4,8 milions de dòlars. L’ús de Flipper Zero consisteix en la interacció amb un dofí com a mascota virtual. En funció de les accions amb l’aparell canvia l’aspecte i emocions de la mascota.

## Descripció general
Flipper Zero està dissenyat per interaccionar amb diversos tipus de sistemes de control d'accés, protocols de ràdio, RFID, NFC (o comunicació de camps propers) i senyals infrarojos. Pel funcionament del dispositiu no cal tenir un ordinador o un dispositiu intel·ligent: es pot controlar mitjançant un D-Pad de 5 posicions i un botó enrere independent. El Flipper Zero té una pantalla LCD monocroma amb retroil·luminació taronja amb una resolució de 128x64 píxels. Gràcies al port GPIO e la part superior del dispositiu, es permet la connexió amb mòduls extern. Les dades d'usuari i les actualitzacions de firmware s'emmagatzemen en una targeta Micro SD.

## Especificacions tècniques
El firmware i els esquemes electrònics del Flipper Zero són de codi obert sota la Llicència Pública General de GNU. No obstant, el dispositiu no forma part de la categoria de maquinari de codi obert perquè les plaques de circuits impresos no són de codi obert, la qual cosa no permet als entusiastes fer les seves pròpies còpies del dispositiu sense uns coneixements bàsics d'enginyeria elèctrica.

### Hardware
El Flipper Zero es basa en un microcontrolador STM32WB55 d'arquitectura ARM de doble nucli, que té 256 Kb de RAM i 1 MB d'emmagatzematge Flash. El primer nucli Cortex-M4 executa el firmware principal i és de 64 MHz. El segon nucli és 32 MHz, el Cortex-M0 executa el microprogramari propietari de STMicroelectronics que implementa el protocol Bluetooth Low Energy. Per a la transmissió i recepció de radiofreqüències l'interval és de 300–900 MHz. Utilitza un xip CC1101 de Texas Instruments, que admet modulacions de canvi d'amplitud (ASK) i modulacions de canvi de freqüència (FSK). A diferència de la ràdio definida per programari, el xip CC1101 no pot capturar senyals de ràdio en brut.

### Firmware

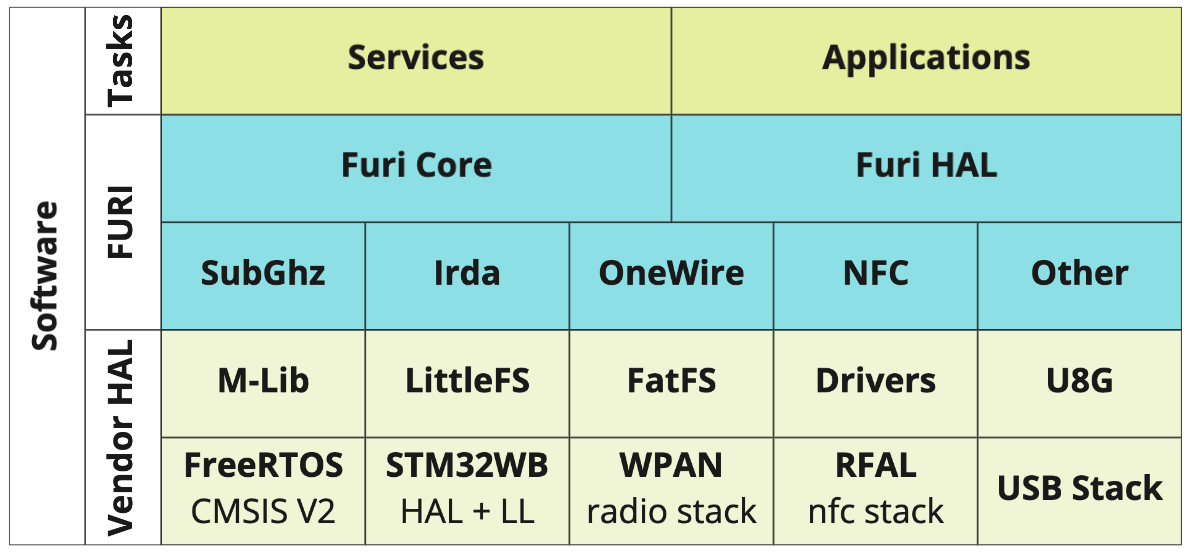
Arquitectura de firmware Flipper Zero

El firmware de Flipper Zero es basa en el sistema operatiu FreeRTOS. El llenguatge utilitzat principalment per desenvolupar el microprogramari és el llenguatge de programació C, amb l'ús ocasional de C++ en mòduls de tercers. El sistema funciona a partir d'una combinació entre la multitasca i l'arquitectura basada en esdeveniments, així organitza la interacció d'aplicacions i serveis executats en un únic espai d'adreces i comunicant-se mitjançant un sistema de cues i esdeveniments. El sistema es pot executar tant des de memòria d'accés aleatori (RAM) com des de la memòria de només lectura (ROM). L'execució des de la memòria RAM s'utilitza per oferir actualitzacions de microprogramari OTA.
El firmware consta dels components següents:
- FuriCore: proporciona una API per a la interacció amb el programador i multithreading. FuriCore resumeix i amplia la funcionalitat del programador FreeRTOS i afegeix primitives del sistema addicionals.
- FuriHal: proporciona una API per a la interacció amb el maquinari.
- Serveis i aplicacions: la principal funcionalitat del dispositiu. Sub-GHz, infrarojos, RFID, NFC, etc. són aplicacions per a la interacció de l'usuari. La interfície gràfica d'usuari (GUI), la interfície de línia d'ordres (CLI), la notificació, l'emmagatzematge, etc. són API addicionals per al desenvolupament d'aplicacions.
- Un conjunt de biblioteques i controladors: cobreix diversos protocols de comunicació, controladors de dispositius, controladors de sistemes de fitxers i eines de desenvolupament.

Les dades de l'usuari i del sistema s'emmagatzemen a la memòria flash integrada, basada en la biblioteca LittleFS. Arrel de la biblioteca FatFs es genera la interacció amb el sistema de fitxers de la targeta SD.
El sistema de compilació es basa en l'eina SCons. També presenta eines addicionals escrites en Python. El sistema utilitza per la seva compilació una pròpia cadena d'eines oberta basada en GNU Compiler Collection.

## Aplicacions

### Sub-GHz
Flipper Zero té un mòdul integrat amb la capacitat de llegir, emmagatzemar i imitar comandaments a distància. Això li permet rebre i enviar freqüències de ràdio entre 300 i 928 MHz. Amb els controls es poden manipular interruptors, ràdios, timbres sense fil, comandaments a distància, barreres, portes, il·luminació intel·ligent i altres dispositius. El Flipper Zero pot rebre i descofidicar les dades, per exemple, d'estacions meteorològiques, mitjançant l'ús de Sub-GHz. També pot esbrinar si la seguretat d'una persona ha estat piratejada.

### RFID de 125 kHz
Flipper Zero és compatible amb la identificació de radiofreqüència de baixa freqüència (RFID). Aquesta es pot utilitzar per identificar sistemes de seguiment, xips d'animals i sistemes de control d'accés. Normalment, les targetes RFID no ofereixen alts nivells de seguretat, en comparació amb les targetes NFC. Existeixen diversos elements dissenyats amb aquesta tecnologia, com ara targetes de plàstic, clauers, etiquetes, polseres i microxips d'animals. Un mòdul RFID de baixa freqüència al Flipper Zero pot llegir, desar, simular i escriure targetes RFID.

### NFC
La tecnologia NFC és compatible amb el Flipper Zero. El mòdul NFC de 13,56 MHz té la capacitat d'imitar, llegir i emmagatzemar targetes intel·ligents per el control d'accés. Una targeta NFC és un transponder amb una identificació única (UID) i memòria reescrivible per a l'emmagatzematge de dades. Quan es col·loquen a prop d'un lector, les targetes NFC transmeten les dades necessàries.

### Infrarojos
El Flipper Zero pot llegir i transmetre senyals que utilitzen llum infraroja (IR), com ara televisors, aparells d'aire condicionat o dispositius d'àudio. Pot identificar i desar els comandaments infrarojos. També es poden fer servir els seus propis comandaments a distància universals.

### GPIO i mòduls
El Flipper Zero és capaç de funcionar com a convertidor de USB per a UART, SPI o I2C. Explora el hardware, el microprogramari flash, la depuració i el fuzz. A partir dels pins GPIO integrats que es connecten al maquinari, el dispositiu funciona amb botons, s'envia codi i es mostren missatges a la pantalla LCD.

### Bad USB
El Flipper Zero funciona com un dispositiu BadUSB i actua com un dispositiu d'interfície humana (HID) semblant a un teclat per als ordinadors. Els dispositius BadUSB tenen diferents capacitats: alterar la configuració del sistema, desbloquejar portes posteriors, recuperar dades, llençar shells inversos i fer qualsevol altra acció basada en l'accés físic.

### Controladors HID
El Flipper Zero pot actuar com certs controladors HID. Això permet interactuar amb el telèfon o l'ordinador. De manera que controlar de manera remota reproductors multimèdia, teclats o ratolí d'ordinador, presentacions i molt més.
- Conferència: Presentacions a distància
- Teclat: doble com a teclat per al vostre ordinador
- Multimèdia: controla el contingut multimèdia a l'ordinador, control remot de la càmera per al telèfon
- Ratolí: doble com un ratolí per al vostre ordinador
- Controlador TikTok: controla l'aplicació TikTok al teu telèfon
- Mouse Jiggler: dupliqueu els moviments del ratolí a l'ordinador per mantenir l'ordinador actiu en tot moment.

Altres aplicacions son: iButton, U2F (autentificació de dos factors).

## Problemàtica

### Usos fraudolents
A través de les xarxes socials com Tiktok o Instagram, inclús Youtube, s'observa una creixent exposició del Flipper Zero. Els usuaris d’arreu del món comparteixen publicacions sobre com fer-lo servir i quines són les seves aplicacions, sovint, presentant un ús inadequat o il·legal.
La problemàtica dels vídeos que circulen és el contingut de la gravació, cometent actes considerats il·legals com per exemple, clonar la senyal de radio de les claus d’un cotxe i obrir el vehicle de la víctima.
D’aquesta manera, segons diversos diaris, el dispositiu que a primera vista sembla inofensiu amb aspecte de “tamagochi” incorporant la mascota virtual, s'ha convertit en un mal de cap per les autoritats policials. Actualment, s'entén com una eina pels hackers ja que l’utilitzen per interceptar i reproduir senyals i posteriorment, obrir sistemes d’entrada sense clau, manipular els preus dels combustibles que es troben a les benzineres, canviar a verd les llums del semàfor, entre altres usos.
Flipper Zero és un pentester i com a tal, serveix per provar la seguretat dels dispositius informàtics. Tot i que també pot servir d’iniciació pels hackers que estan començant, geeks o per script-kiddies. Hi ha centenars de vídeos on apart d’intentar interceptar les senyals que emeten les claus del cotxe pel tancament del vehicle, també intenten clonar les targetes de crèdit o obtenir la informació de la targeta. Tant en el cas de les claus dels vehicles com la clonació de targetes, normalment, es troben mecanismes de protecció per evitar aquest tipus de frau.
El perill està en el fet que Flipper Zero és totalment personalitzable, existeix venta online a Tindie de mòduls que es poden afegir a l’aparell per millorar la funcionalitat i agregar funcions. Un dels casos recents es tracta d’una placa multiboard MAYHEM venuda per Cyber bros que incorpora una càmera que pot gravar vídeos i llegir codis de barra, una llanterna, el firmware Marauder que és una eina de prova de penetració portàtil de Wi-Fi i Bluetooth, a més, ve amb lector de targetes SD.
Segons Bob Zahreddine, tinent del Departament de Policia de Glendale, Los Ángeles, i oficial executiu de High Tech Crime Cops, ha reconegut que Flipper Zero té la capacitat de ser utilitzat en tot tipus de delictes gràcies a la personalització que ofereix. No obstant, encara no ha presenciat cap cas. També s'ha detectat que alguns usuaris fan muntatges, preparen els vídeos exagerant l’ús delictiu de l’aparell.
En definitiva, depèn de l’ús que se li doni a l’aparell tindrà una repercussió o altre. Quan s'utilitzi per hackejar sistemes informàtics, per clonar certs dispositius o robar informació podrà constituir un delicte informàtic o frau recollit al Codi Penal.

### Prohibicions
Amazon va prohibir les vendes del Flipper Zero a la seva plataforma el 7 d’abril de 2023 perquè era incompatible amb la seva política. El motiu de descatalogar-lo és que es considera un dispositiu perillós ja que permet “robar, duplicar claus i realitzar altes accions perilloses”.
Pràcticament al mateix temps al Brasil es van decomissar els aparells enviats cap allà per Anatel, el regulador nacional de telecomunicacions del país. Segons l'Electronic Frontier Foundation, Anatel ha considerat que és un dispositiu amb fins il·lícits o de facilitació criminal, per tant, no certifica el Flipper Zero així que pel moment ha quedat confiscat.